# Будённовка (Акмолинская область)
Будённовка (каз. Буденновка) — село в Буландынском районе Акмолинской области Казахстана. Входит в состав Новобратского сельского округа.Его основание берёт начало ещё во времена Российская Империя, во времена Сталинских репрессий туда отправляли украинцев, поляков, беларусов. Код КАТО — 114047200.

## География
Село расположено в западной части района, на левом берегу реки Аршалы, на расстоянии примерно 79 километров (по прямой) к юго-западу от административного центра района — города Макинск, в 6 километрах к северу от административного центра сельского округа — села Новобратское.
Абсолютная высота — 312 метров над уровнем моря.
Ближайшие населённые пункты: село Новобратское — на юге, село Партизанка — на севере.
Западнее села проходит проселочная дорога, с выходами на автодороги областных значений: КС-1 «Жалтыр — Макинск», КС-8 «Новый Колутон — Акколь — Азат — Минское».

## История
Село основано в 1898 году в Кокчетавском уезде как переселенческий участок Ак-Тюбе ( по названиию соседней сопки) с наделом земли на 378 душ из расчета по 15 десятин на каждую. Сельское общество Пантелеймоновское образовано в 1900 году. Школа открыта в 1910 году в наемном здании. Молитвенный дом выстроен на средства общества. Дома жителей были трех типов : деревянные , саманные и дерновые стоимостью соответственно 100, 80 и 20 рублей . В 1922 году переименовано в Буденновку.

## Население
В 1989 году население села составляло 300 человек (из них украинцы — 42 %, русские — 41 %).

В 1999 году население села составляло 287 человек (131 мужчина и 156 женщин). По данным переписи 2009 года, в селе проживало 210 человек (101 мужчина и 109 женщин).
| Численность населения | Численность населения | Численность населения |
| 1989                  | 1999                  | 2009                  |
| --------------------- | --------------------- | --------------------- |
| 300                   | ↘287                  | ↘210                  |

## Улицы[6]
- ул. Речная,
- ул. Школьная.